# 가스톤 실바
가스톤 알렉시스 실바 페르도모(스페인어: Gastón Alexis Silva Perdomo, 1994년 3월 5일~) 은 우루과이의 축구 선수로, 현재 세군다 디비시온의 카르타헤나와 우루과이 축구 국가대표팀에서 수비수로 활약하고 있다.